# Nombre d'Alfven
Le nombre d'Alfven {\displaystyle (Al)} est un nombre sans dimension utilisé en mécanique des fluides et plus précisément en magnétohydrodynamique. Il est comparable au nombre de Mach pour des fluides subissant l'influence d'un champ magnétique.
Ce nombre porte le nom de Hannes Alfvén, physicien suédois.
On le définit comme le rapport de la vitesse du fluide et de la vitesse d'Alfvén :
{\displaystyle Al={\frac {v}{v_{A}}}={\frac {v\cdot \rho ^{0{,}5}\cdot {\mu _{e}}^{0{,}5}}{B}}}
avec :
- v - vitesse du fluide (par rapport à son environnement)
- vA - vitesse d'Alfvén
- ρ - masse volumique
- μe - perméabilité magnétique
- B - norme du champ magnétique